# Puente de Galena Creek
El puente de Galena Creek (del inglés: Galena Creek Bridge) es un puente doble en arco de hormigón en el condado de Washoe, en Nevada. El puente lleva a la carretera interestatal 580 y la Ruta 395 entre Carson City y Reno en los Estados Unidos. Fue abierto al tráfico a finales de agosto de 2012. 
El puente tiene una longitud total de 1.725 pies (526 m) y la longitud del tramo principal de 689 pies (210 m). La altura es de 295 pies (90 m).